# Microlophus koepckeorum
Microlophus koepckeorum là một loài thằn lằn trong họ Tropiduridae. Loài này được Mertens mô tả khoa học đầu tiên năm 1956.